# Amphioctopus mototi
Il polpo ocellato (Amphioctopus mototi (Norman, 1993)), noto anche come polpo mototi, è un mollusco cefalopode della famiglia Octopodidae.

## Descrizione

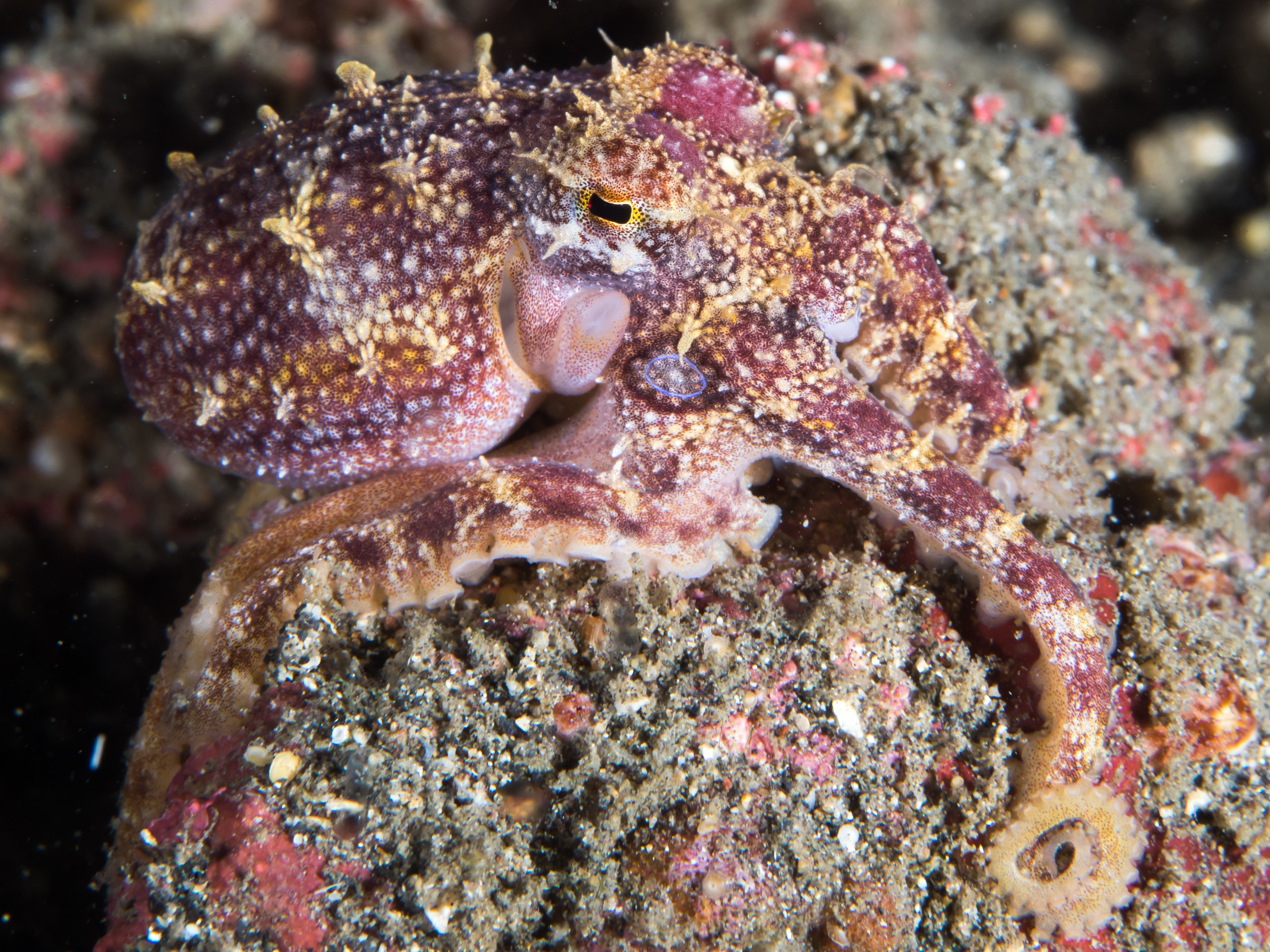
Come altri polpi, A. mototi ha incredibili capacità mimetiche

A. mototi è uno dei polpi più piccoli; il corpo (mantello) è normalmente lungo pochi centimetri e, comprese le braccia, raggiunge circa i 12 centimetri.

## Biologia
Il polpo ocellato è caratterizzato da un paio di anelli (ocelli) di colore blu, dal chiaro avvertimento aposematico. Il segnale è molto simile a quello dei polpi dagli anelli blu (genere Hapalochlaena), che non hanno solo due anelli ma ne hanno il corpo completamente ricoperto. Nonostante in A. mototi gli ocelli siano solo due, si pensa che l'avvertimento è lo stesso. Non è chiaro però se il veleno del polpo mototi sia letale quanto quello di Hapalochlaena.

## Distribuzione e habitat
La specie è presente nelle acque dell'Australia (Queensland, Nuovo Galles del Sud) e Nuova Caledonia.